# Robert Aumann
Robert John Aumann (Frankfurt am Main, 8 de junho de 1930) é um economista e matemático e um membro da Academia Nacional de Ciências dos Estados Unidos, de dupla nacionalidade: israelense e norte-americano.
Considerado um dos mais importantes economistas de todos os tempos. Ele trabalha no Centro para a Racionalidade, na Universidade Hebraica de Jerusalém em Israel. Foi galardoado em 2005 com o Prémio de Ciências Económicas em Memória de Alfred Nobel, juntamente com Thomas Schelling, por "ter melhorado o nosso entendimento do conflito e cooperação através da análise da teoria dos jogos".
Aumann foi o primeiro a definir o conceito de equilíbrio correlacionado na teoria dos jogos, que é um tipo de equilíbrio em jogos não-cooperativos, que é mais flexível do que o clássico Equilíbrio de Nash.